# Андрейків Олександр Євгенович
Олекса́ндр Євге́нович Андре́йків  (3 січня 1942, с. Мельниця-Подільська, нині смт Чортківського району Тернопільської області) — український вчений-механік. Доктор технічних наук (1979). Професор (1983). Член-кореспондент НАН України (1988). Державна премія України в галузі науки і техніки (1995), премія ім. О. Динника АН УРСР (1987), премія РМ СРСР (1989), премія НАН України імені Г. В. Карпенка (2016). Заслужений професор Львівського університету (2019).
Закінчив Львівський університет. Від 1964 працює у Фізико-математичному інституті АН УРСР (нині НАН України) у Львові: від 1980 — завідувач відділу, від 1994 — головний науковий співробітник, директор міжгалузевого дослідного центру «Протон». Одночасно від 1984 — професор Львівського університету. Голова технічного підкомітету «Воднева деградація матеріалів» Європейського товариства з цілісності конструкцій.
Тематика досліджень:
- механіка руйнування і міцність матеріалів,
- теорія пружності й пластичності,
- водневе матеріалознавство,
- тертя і зношування матеріалів,
- методи неруйнівного контролю.